# Crux-la-Ville
Crux-la-Ville é uma comuna francesa na região administrativa de Borgonha-Franco-Condado, no departamento Nièvre. Estende-se por uma área de 45,89 km². Em 2010 a comuna tinha 409 habitantes (densidade: 8,9 hab./km²).